# Palais Biernacki

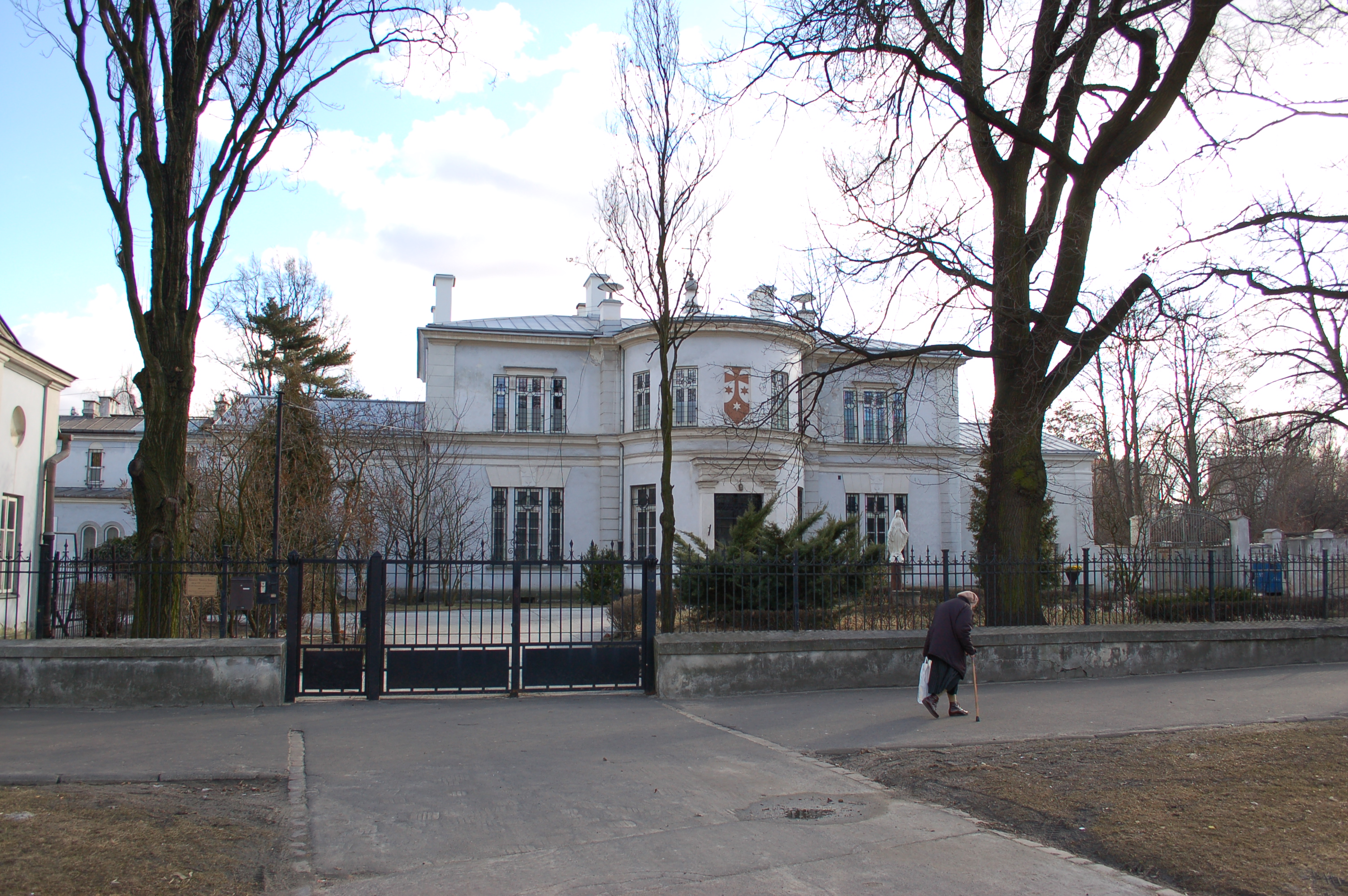
Die Hofseite des kleinen Palastes mit dem halbrunden Mittelrisalit

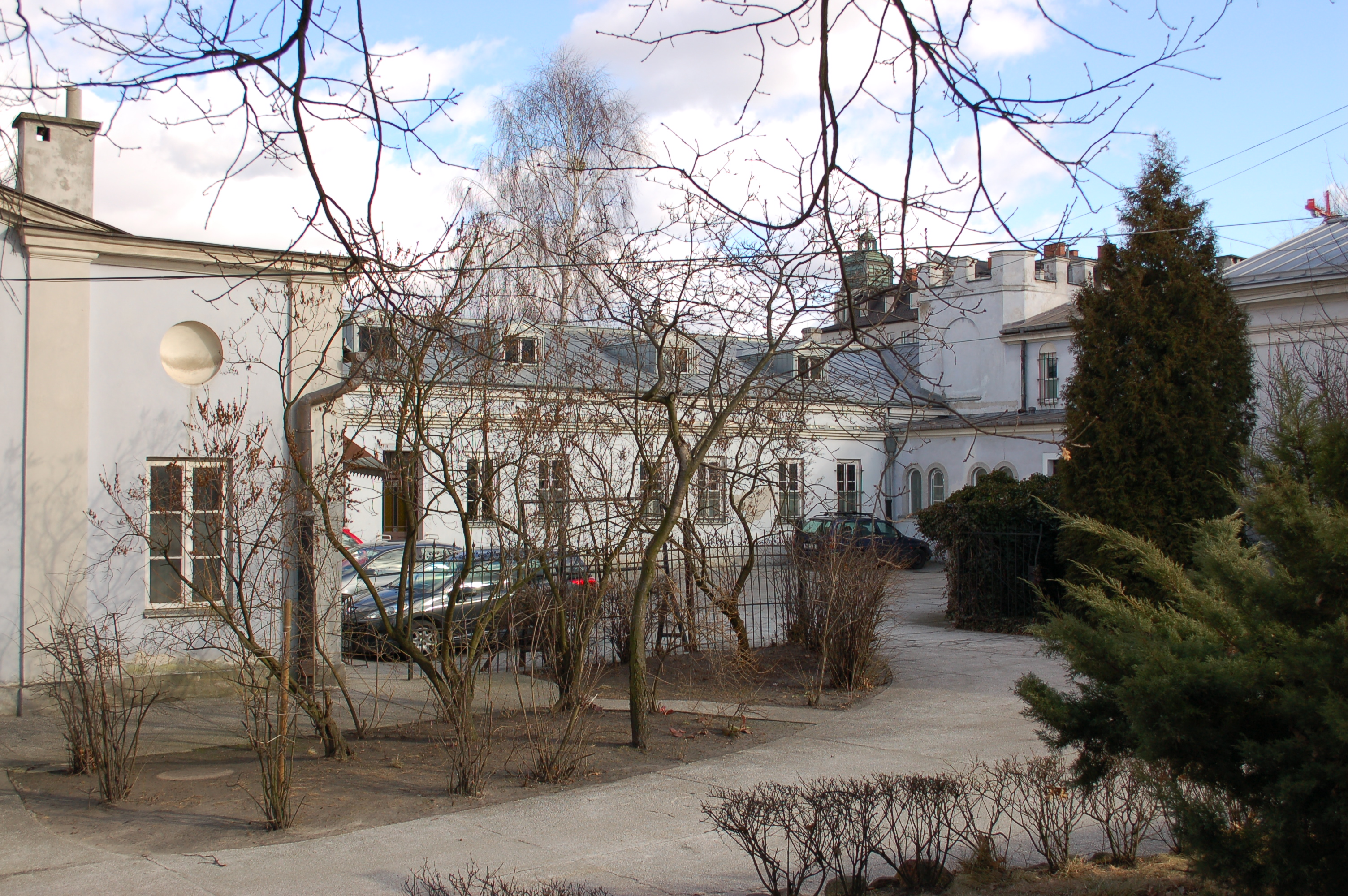
Blick in den ostwärtigen Innenhof

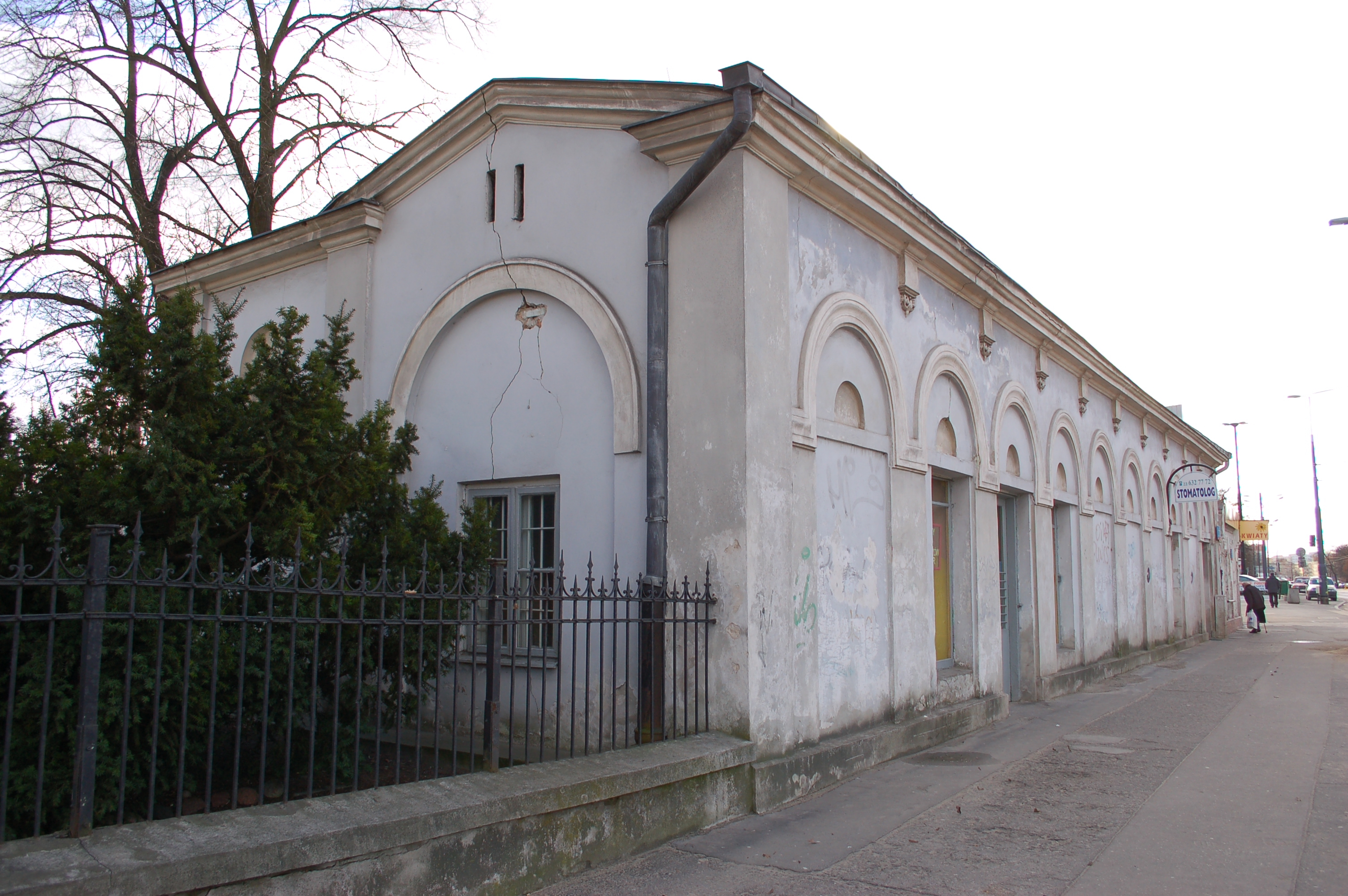
Westliches Wirtschaftsgebäude an der Vorderseite des Hofes (zur Wolska)

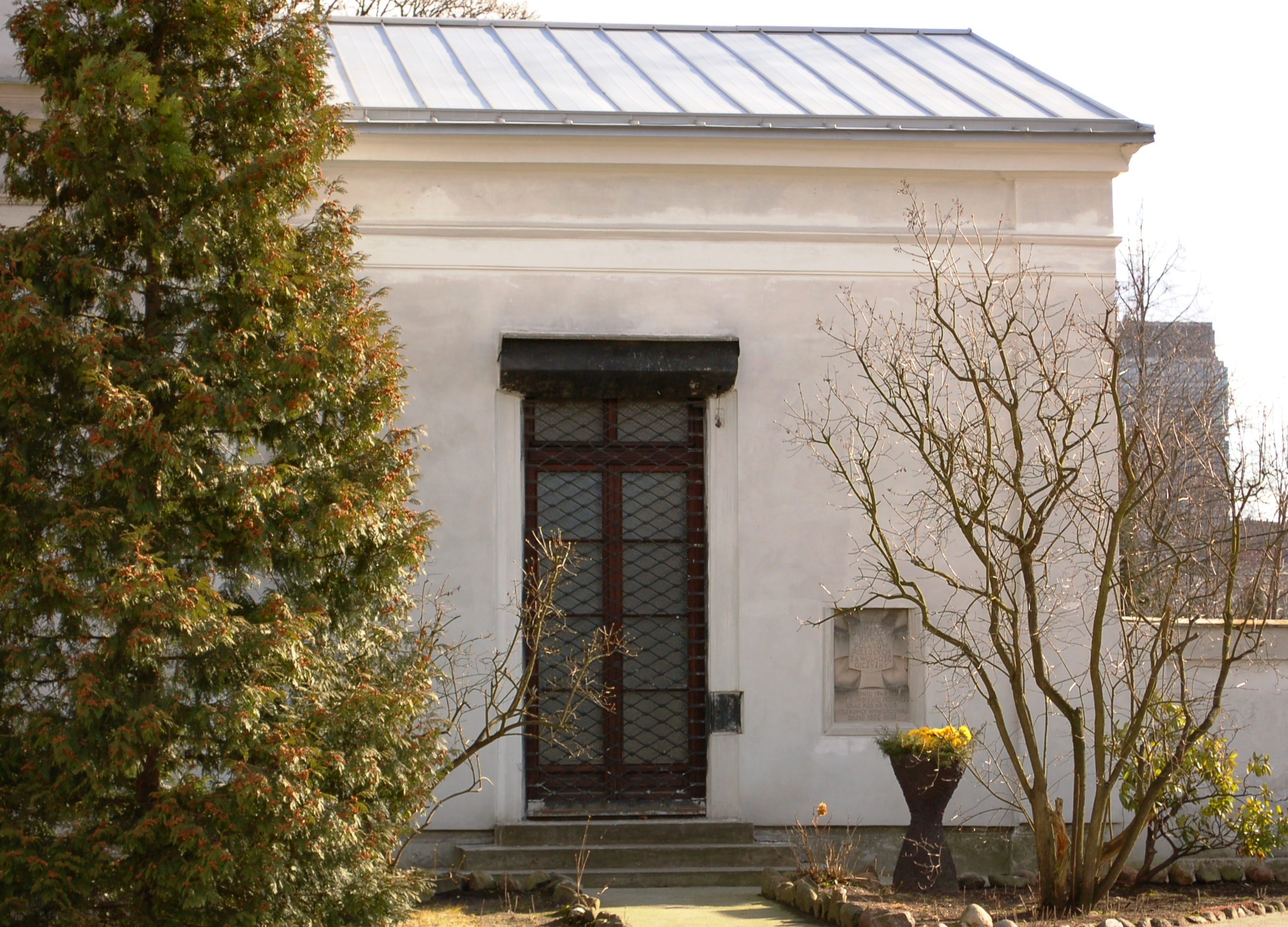
Westlicher Flügelanbau mit Gedenktafel zu den hier stattgefundenen Massenexekutionen

Das Palais Biernacki oder Biernacki-Palais (polnisch: Pałacyk Biernackich) ist eine kleine und denkmalgeschützte, ehemalige Residenz im Warschauer Stadtteil Wola an der Ulica Wolska 27/29. Heute befindet sich hier ein von Nonnen betriebenes Kloster.

## Geschichte
Ursprünglich besaß hier in der zweiten Hälfte des 18. Jahrhunderts der Bankier Karol Schultz eine Gartenanlage. Etwa zur Jahrhundertwende erwarb der wohlhabendste Grundbesitzer Wolas, Jan Chryzostom Biernacki, diese Anlage. Um 1850 wurde auf dem Grundstück der kleine Palast nach einem Entwurf von Józef Orłowski für Adam Biernacki errichtet. Er verfügte über einen rechteckigen, ungleichmäßigen Grundriss, zwei Geschosse und war im klassizistischen Stil der Zeit gehalten. An den Seiten schlossen sich zwei kurze Flügelgebäude an. Auffallend ist der halbrunde Mittelrisalit an der Frontseite, der den Eingang zum Palais aufnimmt. Kleine Nebengebäude an der Ostseite und entlang der Wolska bildeten Richtung Süden (heute verläuft hier die stark befahrene, sechsspurige Aleja Solidarności) einen Ehrenhof.
Im Jahr 1929 wurde das Anwesen von Celestyna Biernacka, der Tochter von Adam Biernacki, dem Erzbistum Warschau gestiftet. Diese nutzte es zunächst als Kirchenmuseum sowie als Schlafsaal für ein Priesterseminar. Schließlich wurde es dem Orden der Unbeschuhten Karmelitinnen als Wohnort zugeteilt.
Während der Besatzungszeit im Zweiten Weltkrieg unterstützten die Nonnen die Jüdische Kampforganisation (ŻOB), die sich im Ghetto gebildet hatte. Die Organisation unterhielt im Kloster einen Kontaktpunkt. Beim Warschauer Aufstand kam es im August 1944 in unmittelbarer Nähe des Palastes zu Massenerschießungen. Eine Gedenktafel am Gebäude erinnert daran:

„Miejsce uświęcone krwią Polaków poległych za wolność ojczyzny. W sierpniu 1944 roku przy ul. Wolskiej pod nr 29 oraz nr 4/6/8 hitlerowcy wymordowali około 3200 osób“

„Diese Stelle ist durch das Blut von Polen geheiligt, die für die Freiheit ihres Vaterlandes kämpften. Im August 1944 ermordeten die Nazis rund 3.200 Menschen bei den Gebäuden Nr 29 und 4/6/8“

Auch heute noch wird das Gebäude als Kloster der Karmelitinnen betrieben, die hier in Askese und Abgeschiedenheit leben. Der von ihnen gepflegte Obst- und Gemüsegarten umgibt das Gebäudeensemble im Süden und im Westen (an die Ulica Młynarska heranreichend) auf einer Fläche von etwa 20.000 Quadratmetern.